# Capra anglo-nubiana
La capra anglo-nubiana è una razza domestica di capra.

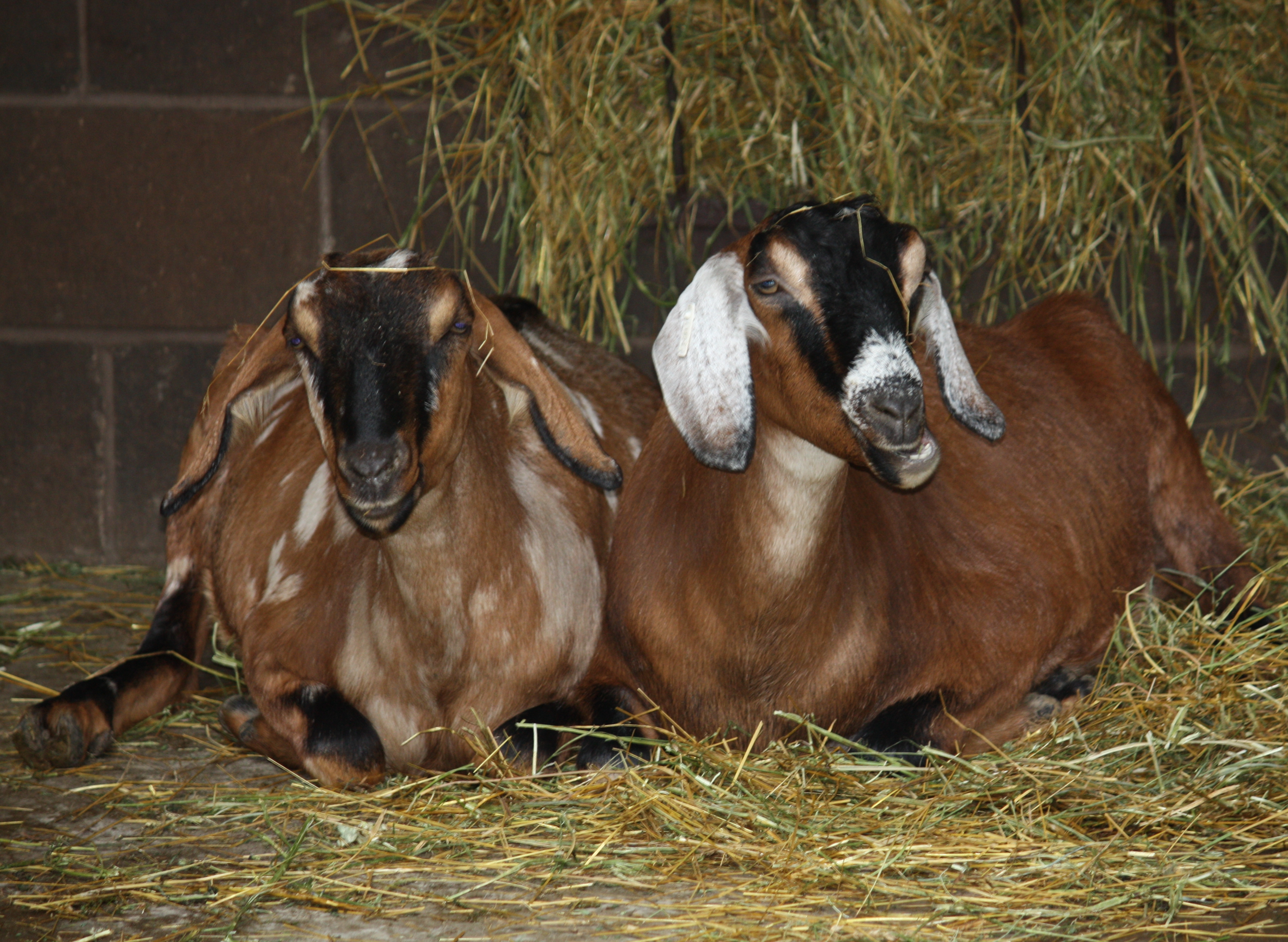

È il risultato di un incrocio fra capre da latte inglesi e capre di razza nubiana.
Le sue caratteristiche principali sono le orecchie grandi e pendenti ed il muso aquilino.
Sono capre piuttosto grandi; le femmine pesano più di 64 kg, mentre i becchi raggiungono i 95 cm d'altezza.
Queste capre possono vivere sia in climi assai caldi che in climi piuttosto freddi, il che ne ha favorito la diffusione in tutto il mondo.
Non sono grandi produttrici di latte, anche se alcuni esemplari con linee di sangue provenienti dalle razze inglesi possono produrne discrete quantità.
Ultimamente, si sta diffondendo sempre più la moda di tenere queste capre più come animali da compagnia che per ricavarne latte o carne; questo grazie alla loro grande docilità ed affabilità, che le rendono piuttosto adatte alla vita domestica.